# 隆加維
35°58′S 71°41′W / 35.967°S 71.683°W

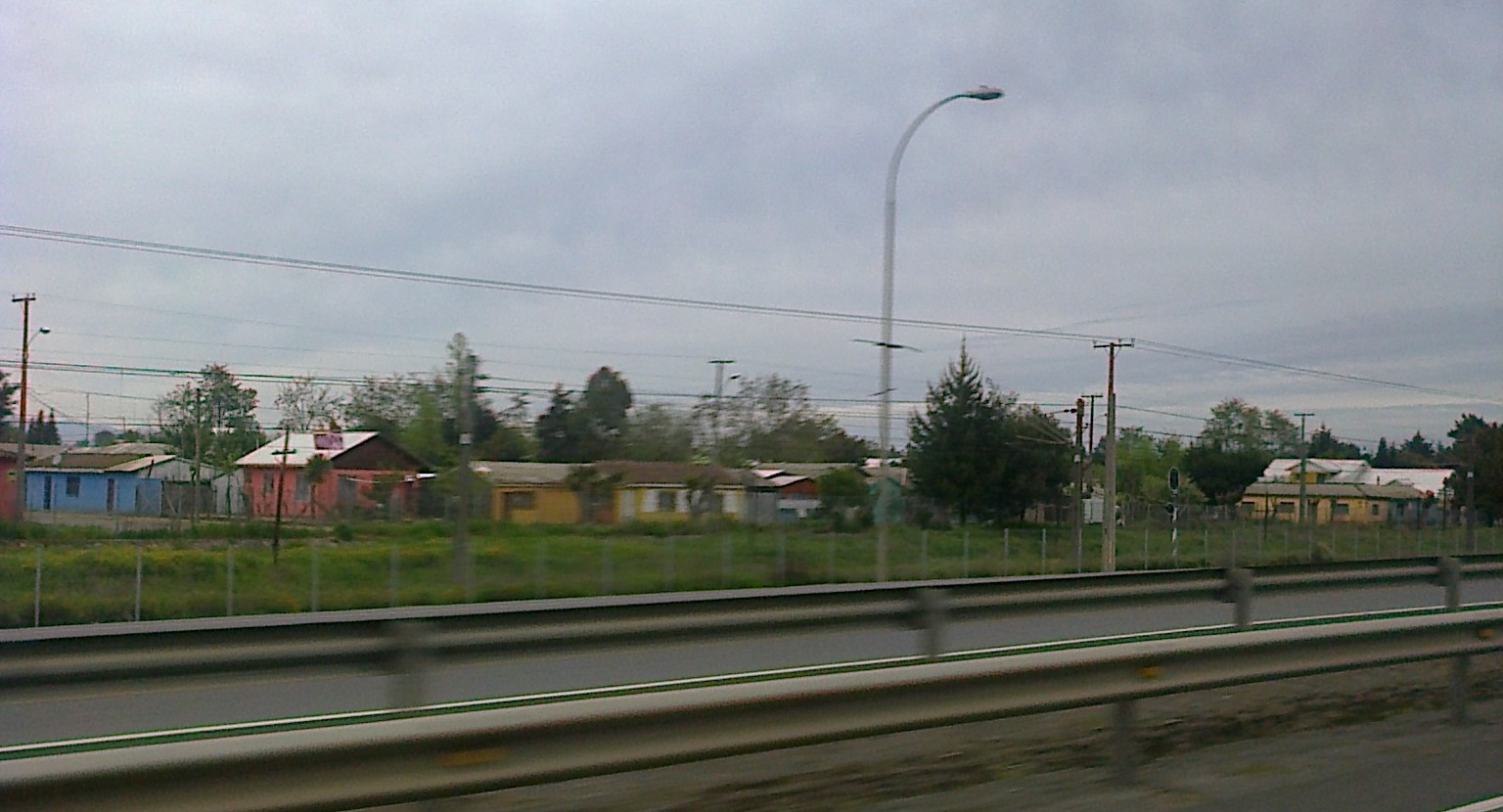

隆加維（西班牙語：Longaví），是智利的城市，位於該國中部馬烏萊大區的利納雷斯省，始建於1937年，面積1,453.8平方公里，海拔高度133米，2012年人口28,499人，人口密度每平方公里20人。